# This Town Ain't Big Enough for Both of Us
Singles de Sparks
Girl from Germany
(1972) Amateur Hour
(1974)
Pistes de Kimono My House
Amateur Hour
This Town Ain't Big Enough for Both of Us (en français : « Cette ville n'est pas assez grande pour nous deux ») est une chanson du groupe rock américain Sparks écrite par Ron Mael. Elle apparaît sur l'album Kimono My House de 1974, dont elle est le single principal, et sur diverses compilations. On la retrouve en version symphonique, en 1997, sur un album de reprises par les frères Ron & Russell Mael eux-mêmes, intitulé Plagiarism.
Le single a atteint la seconde place des ventes en Grande-Bretagne et s'est classé à la quinzième place du hit-parade français.
Cette chanson a été reprise par Siouxsie and the Banshees sur l'album Through the Looking Glass (1987).
La chanson est présente sur la bande originale du film Kick-Ass, sorti en avril 2010.

## Personnel
- Russell Mael : Chant
- Ron Mael : Claviers
- Adrian Fisher : Guitare
- Martin Gordon : Basse
- Norman Diamond : Batterie